# Hans-Bernhard Theopold
Hans-Bernhard Theopold (* 9. Februar 1930 in Quedlinburg; † 8. September 2011) war ein deutscher Fernsehredakteur und Regisseur volksmusikalischer Fernsehsendungen.
Hans-Bernhard Theopold stammte aus einer an Literatur, Theater und Musik interessierten Familie. Einer seiner Onkel war der 1904 in Detmold geborene Pianist und Hochschullehrer Hans-Martin Theopold. Hans Bernhard studierte Volkskunde, Kunst- und Musikgeschichte. Anschließend arbeitete er als Dramaturg und Erster Spielleiter am Bamberger Theater. Ab 1963 arbeitete er beim Süddeutschen Rundfunk in Stuttgart und lernte dort das Medium Fernsehen kennen, zunächst als Regieassistent, später als Regisseur. 1972 wechselte Theopold zum Saarländischen Rundfunk (SR). Als Redakteur, Moderator, Drehbuchautor und Regisseur betätigte sich Hans-Bernhard Theopold unter anderem als Erfinder und Förderer zahlreicher volksmusikalischer Sendungen, darunter die Fernsehsendungen Im Krug zum Grünen Kranze, An hellen Tagen und Kein schöner Land. Diese vom Kammersänger Günter Wewel moderierte Sendung entwickelte sich zu einer der erfolgreichsten Volksmusik-Sendereihen des deutschen Fernsehens. In den Jahren vor seinem Ruhestand war Theopold Unterhaltungschef des Saarländischen Rundfunks. 
Im Dezember 1991 ging Hans-Bernhard Theopold in den Ruhestand. 1993 zog er mit seiner Familie in eine umgebaute Scheune in der Gemeinde Bad Sassendorf im Kreis Soest in Nordrhein-Westfalen. Dort engagierte er sich ehrenamtlich für kulturelle Angelegenheiten. Für sein Engagement erhielt er 2007 die Sassendorfplakette.